# Perełkowce nad Grudziądzką
Perełkowce nad Grudziądzką – osiem perełkowców japońskich (Styphnolobium japonicum) rosnących we Wrocławiu przy ulicy Grudziądzkiej. Stanowią pomnik przyrody. Obwody ich pni wynoszą od 210–290 cm.